# Antonio Battaglia Avola
Pour les articles homonymes, voir Battaglia.
Antonio Battaglia Avola (Catane, 1811) est un homme politique et un avocat italien.

## Biographie
Il a été député du royaume d'Italie durant la VIIIe législature.